# Qualifications du tournoi féminin de handball aux Jeux olympiques d'été de 2016
Les qualifications du tournoi féminin de handball aux Jeux olympiques d'été de 2016 ont eu lieu entre janvier 2015 et mars 2016 et ont permis de déterminer les douze équipes nationales féminines qualifiées pour la compétition.

## Bilan
| Compétition                                    | Date                  | Lieu              | Places    | Qualifiés            |
| ---------------------------------------------- | --------------------- | ----------------- | --------- | -------------------- |
| Pays organisateur                              | -                     | -                 | 1         | Brésil               |
| Championnat d'Europe 2014                      | 7 au 21 décembre 2014 | Croatie & Hongrie | 1         | Espagne              |
| Tournoi africain de qualification olympique    | 19 au 21 mars 2015    | Angola            | 1         | Angola               |
| Jeux panaméricains 2015                        | 15 au 24 juillet 2015 | Canada            | 1         | Argentine            |
| Tournoi asiatique de qualification olympique   | 19 au 28 octobre 2015 | Japon             | 1         | Corée du Sud         |
| Championnat du monde 2015                      | 5 au 20 décembre 2015 | Danemark          | 1         | Norvège              |
| Tournoi mondial n°1 de qualification olympique | 17 au 20 mars 2016    | Metz              | 2         | Pays-Bas, France     |
| Tournoi mondial n°2 de qualification olympique | 17 au 20 mars 2016    | Aalborg           | 2         | Roumanie, Monténégro |
| Tournoi mondial n°3 de qualification olympique | 17 au 20 mars 2016    | Astrakhan         | 2         | Russie, Suède        |
| TOTAL                                          | TOTAL                 | TOTAL             | 12 places | 12 places            |

## Légende
- Équipe directement qualifiée pour les Jeux olympiques via cette compétition.
- Équipe directement qualifiée via une autre compétition.
- Équipe qualifiée pour les tournois de qualifications olympiques.
- Équipe qualifiée pour les tournois de qualifications olympiques via une autre compétition.

## Championnat du monde 2015
Le vainqueur est directement qualifié pour les Jeux olympiques de 2016 tandis que les équipes classées de la 2e à la 7e place obtiennent le droit de participer aux tournois de qualification olympique.
| Rang                      | Équipe   | TQO |
| ------------------------- | -------- | --- |
| Médaille d'or, monde      | Norvège  | -   |
| Médaille d'argent, monde  | Pays-Bas | QM1 |
| Médaille de bronze, monde | Roumanie | QM2 |
| 4e                        | Pologne  | QM3 |
| 5e                        | Russie   | QM4 |
| 6e                        | Danemark | QM5 |
| 7e                        | France   | QM6 |
| 8e à 24e : Non qualifiées |          |     |

Du fait de la présence de 8 équipes européennes en quart de finale et de la 10e place du Brésil, l'Europe et les Amériques sont les deux premiers continents et obtiennent deux places aux tournois de qualifications olympiques via les qualifications continentales. En revanche, l'Asie (14e place de la Corée du Sud) et l'Afrique (15e place du Angola) sont donc classés comme respectivement le troisième et le quatrième continent et n'obtiennent qu'une place aux TQO :
| Rang | Continent | Compétition de qualification                 | TQO       |
| ---- | --------- | -------------------------------------------- | --------- |
| 1    | Europe    | Championnat d'Europe 2014                    | QC1 + QC5 |
| 2    | Amériques | Jeux panaméricains 2015                      | QC2 + QC6 |
| 3    | Asie      | Tournoi asiatique de qualification olympique | QC3       |
| 4    | Afrique   | Tournoi africain de qualification olympique  | QC4       |

## Qualifications continentales

### Championnat d'Europe 2014
Le vainqueur est directement qualifié pour les Jeux olympiques de 2016 tandis que les équipes classées aux 2e et 3e places obtiennent le droit de participer aux tournois de qualification olympique.
| Rang                       | Équipe     | TQO |
| -------------------------- | ---------- | --- |
| Médaille d'or, Europe      | Norvège    | CM  |
| Médaille d'argent, Europe  | Espagne    | -   |
| Médaille de bronze, Europe | Suède      | QC1 |
| 4e                         | Monténégro | QC5 |
| 5e à 16e : Non qualifiées  |            |     |

La Norvège étant directement qualifié en tant que championne du monde 2015, l'Espagne, finaliste de la compétition, obtient sa qualification directe pour les Jeux olympiques de 2016 tandis que la Suède et le Monténégro participeront aux tournois de qualification olympique.

### Jeux panaméricains 2015
Le vainqueur est directement qualifié pour les Jeux olympiques de 2016 tandis que les équipes classées aux 2e et 3e places obtiennent le droit de participer aux tournois de qualification olympique.
| Rang                         | Équipe    | TQO  |
| ---------------------------- | --------- | ---- |
| Médaille d'or, Amérique      | Brésil    | Hôte |
| Médaille d'argent, Amérique  | Argentine | -    |
| Médaille de bronze, Amérique | Uruguay   | QC2  |
| 4e                           | Mexique   | QC6  |
| 5e à 8e : Non qualifiées     |           |      |

Le Brésil étant directement qualifié en tant que pays organisateur, l'Argentine, finaliste de la compétition, obtient sa qualification directe pour les Jeux olympiques de 2016 tandis que l'Uruguay et le Mexique participeront aux tournois de qualification olympique.

### Tournoi africain de qualification olympique
Le vainqueur est directement qualifié pour les Jeux olympiques de 2016 tandis que l'équipe classée à la 2e place obtient le droit de participer aux tournois de qualification olympique.
Ce tournoi opposant 4 équipes africaines a eu lieu à Luanda en Angola du 19 au 21 mars 2015 :
|   | Équipe   | Pts | J | G | N | P | Bp  | Bc | Diff |
| - | -------- | --- | - | - | - | - | --- | -- | ---- |
| 1 | Angola   | 9   | 3 | 3 | 0 | 0 | 100 | 72 | 28   |
| 2 | Tunisie  | 6   | 3 | 2 | 0 | 1 | 74  | 66 | 8    |
| 3 | Sénégal  | 3   | 3 | 1 | 0 | 2 | 65  | 85 | -20  |
| 4 | RD Congo | 0   | 3 | 1 | 0 | 2 | 71  | 87 | -16  |

### Tournoi asiatique de qualification olympique
Le vainqueur est directement qualifié pour les Jeux olympiques de 2016 tandis que l'équipe classée à la 2e place obtient le droit de participer aux tournois de qualification olympique.
Ce tournoi opposant 5 équipes asiatiques a eu lieu à Nagoya au Japon du 20 à 25 octobre 2015 :
|   | Équipe       | Pts | J | G | N | P | Bp  | Bc  | Diff |
| - | ------------ | --- | - | - | - | - | --- | --- | ---- |
| 1 | Corée du Sud | 8   | 4 | 4 | 0 | 0 | 160 | 82  | 78   |
| 2 | Japon        | 6   | 4 | 3 | 0 | 1 | 125 | 94  | 31   |
| 3 | Chine        | 4   | 4 | 2 | 0 | 2 | 106 | 102 | 4    |
| 4 | Kazakhstan   | 2   | 4 | 1 | 0 | 3 | 103 | 114 | -11  |
| 5 | Ouzbékistan  | 0   | 4 | 0 | 0 | 4 | 80  | 182 | -102 |

## Tournois mondiaux de qualification olympique
Sont qualifiées pour les tournois mondiaux de qualification olympique :
- six équipes en fonction de leur classement au championnat du monde 2015 (QM1 à QM6)
- six équipes issues des qualifications continentales (QC1 à QC6).

Ces équipes sont réparties comme suit :
| Tournoi mondial 1                                             | Tournoi mondial 2                                                    | Tournoi mondial 3                                            |
| ------------------------------------------------------------- | -------------------------------------------------------------------- | ------------------------------------------------------------ |
| - QM1 : Pays-Bas - QM6 : France - QC3 : Japon - QC4 : Tunisie | - QM2 : Roumanie - QM5 : Danemark - QC2 : Uruguay - QC5 : Monténégro | - QM3 : Pologne - QM4 : Russie - QC1 : Suède - QC6 : Mexique |

Légende
- Équipe qualifiée pour les Jeux olympiques de 2016.
- Équipe éliminée.

Ces tournois mondiaux ont lieu du 17 au 20 mars 2016 respectivement à Metz (n°1), Aarhus (n°2) et Astrakhan (n°3).

### Tournoi mondial n°1
|   | Équipe   | Pts | J | G | N | P | Bp  | Bc  | Diff |
| - | -------- | --- | - | - | - | - | --- | --- | ---- |
| 1 | Pays-Bas | 6   | 3 | 3 | 0 | 0 | 103 | 62  | 41   |
| 2 | France   | 4   | 3 | 2 | 0 | 1 | 75  | 56  | 19   |
| 3 | Japon    | 2   | 3 | 1 | 0 | 2 | 79  | 78  | 1    |
| 4 | Tunisie  | 0   | 3 | 0 | 0 | 3 | 55  | 116 | -61  |

| 18 mars 2016 16h45 | Japon        | 37 – 20  | Tunisie         | Les Arènes, Metz Affluence : 4 000 Arbitrage : Gatelis, Mažeika |
| 18 mars 2016 16h45 | Shio Fujii 8 | (19 – 8) | Amal Hamrouni 7 | Les Arènes, Metz Affluence : 4 000 Arbitrage : Gatelis, Mažeika |
| 18 mars 2016 16h45 | ×3           | Rapport  | ×3 ×2           | Les Arènes, Metz Affluence : 4 000 Arbitrage : Gatelis, Mažeika |

| 18 mars 2016 19h00 | Pays-Bas                | 24 – 17 | France           | Les Arènes, Metz Affluence : 5 000 Arbitrage : Arntsen, Røen |
| 18 mars 2016 19h00 | Laura van der Heijden 5 | (9 – 7) | Siraba Dembélé 5 | Les Arènes, Metz Affluence : 5 000 Arbitrage : Arntsen, Røen |
| 18 mars 2016 19h00 | ×2                      | Rapport | ×3               | Les Arènes, Metz Affluence : 5 000 Arbitrage : Arntsen, Røen |

| 19 mars 2016 16h45 | Pays-Bas           | 33 – 25   | Japon           | Les Arènes, Metz Affluence : 4 000 Arbitrage : Nachevski, Nikolov |
| 19 mars 2016 16h45 | Angela Malestein 8 | (15 – 16) | Aya Yokoshima 7 | Les Arènes, Metz Affluence : 4 000 Arbitrage : Nachevski, Nikolov |
| 19 mars 2016 16h45 | ×3 ×5              | Rapport   | ×3              | Les Arènes, Metz Affluence : 4 000 Arbitrage : Nachevski, Nikolov |

| 19 mars 2016 19h00 | France          | 33 – 15  | Tunisie          | Les Arènes, Metz Affluence : 4 000 Arbitrage : Gatelis, Mažeika |
| 19 mars 2016 19h00 | Manon Houette 8 | (20 – 6) | trois joueuses 3 | Les Arènes, Metz Affluence : 4 000 Arbitrage : Gatelis, Mažeika |
| 19 mars 2016 19h00 | ×4              | Rapport  | ×3 ×1            | Les Arènes, Metz Affluence : 4 000 Arbitrage : Gatelis, Mažeika |

| 20 mars 2016 17h45 | Tunisie          | 20 – 46 | Pays-Bas        | Les Arènes, Metz Affluence : 2 800 Arbitrage : Arntsen, Røen |
| 20 mars 2016 17h45 | trois joueuses 3 | (10-27) | Lois Abbingh, 8 | Les Arènes, Metz Affluence : 2 800 Arbitrage : Arntsen, Røen |
| 20 mars 2016 17h45 | ×3               | Rapport | ×3 ×4           | Les Arènes, Metz Affluence : 2 800 Arbitrage : Arntsen, Røen |

| 20 mars 2016 19h30 | France            | 25 – 17 | Japon         | Les Arènes, Metz Affluence : 4 000 Arbitrage : Nachevski, Nikolov |
| 20 mars 2016 19h30 | Allison Pineau, 7 | (11-7)  | Shio Fujii, 5 | Les Arènes, Metz Affluence : 4 000 Arbitrage : Nachevski, Nikolov |
| 20 mars 2016 19h30 | ×3 ×1             | Rapport | ×3 ×2         | Les Arènes, Metz Affluence : 4 000 Arbitrage : Nachevski, Nikolov |

### Tournoi mondial n°2
|   | Équipe     | Pts | J | G | N | P | Bp | Bc  | Diff |
| - | ---------- | --- | - | - | - | - | -- | --- | ---- |
| 1 | Roumanie   | 5   | 3 | 2 | 1 | 0 | 91 | 67  | 24   |
| 2 | Monténégro | 5   | 3 | 2 | 1 | 0 | 83 | 64  | 19   |
| 3 | Danemark   | 2   | 3 | 1 | 0 | 2 | 85 | 75  | 10   |
| 4 | Uruguay    | 0   | 3 | 0 | 0 | 3 | 55 | 108 | -53  |

| 18 mars 2016 16h45 | Uruguay            | 19 – 34   | Monténégro         | Ceres Arena, Aarhus Affluence : 1 100 Arbitrage : Alpaidze, Berezkina |
| 18 mars 2016 16h45 | Daniela Scarrone 4 | (10 – 15) | Majda Mehmedović 7 | Ceres Arena, Aarhus Affluence : 1 100 Arbitrage : Alpaidze, Berezkina |
| 18 mars 2016 16h45 | ×2 ×3              | Rapport   | ×3 ×5              | Ceres Arena, Aarhus Affluence : 1 100 Arbitrage : Alpaidze, Berezkina |

| 18 mars 2016 19h00 | Roumanie          | 32 – 25   | Danemark             | Ceres Arena, Aarhus Affluence : 3 100 Arbitrage : Geipel, Helbig |
| 18 mars 2016 19h00 | Eliza Buceschi 10 | (19 – 13) | Dalby, Spellerberg 4 | Ceres Arena, Aarhus Affluence : 3 100 Arbitrage : Geipel, Helbig |
| 18 mars 2016 19h00 | ×2 ×3             | Rapport   | ×3 ×4                | Ceres Arena, Aarhus Affluence : 3 100 Arbitrage : Geipel, Helbig |

| 19 mars 2016 17h45 | Roumanie           | 36 – 19   | Uruguay      | Ceres Arena, Aarhus Arbitrage : Alpaidze, Berezkina |
| 19 mars 2016 17h45 | Florina Chintoan 9 | (17 – 10) | Paula Fynn 4 | Ceres Arena, Aarhus Arbitrage : Alpaidze, Berezkina |
| 19 mars 2016 17h45 | ×3                 | Rapport   | ×3 ×6        | Ceres Arena, Aarhus Arbitrage : Alpaidze, Berezkina |

| 19 mars 2016 20h00 | Danemark          | 22 – 26   | Monténégro           | Ceres Arena, Aarhus Affluence : 3 200 Arbitrage : Horáček, Novotný |
| 19 mars 2016 20h00 | Stine Jørgensen 7 | (10 – 13) | Katarina Bulatović 9 | Ceres Arena, Aarhus Affluence : 3 200 Arbitrage : Horáček, Novotný |
| 19 mars 2016 20h00 | ×3 ×4             | Rapport   | ×3 ×4                | Ceres Arena, Aarhus Affluence : 3 200 Arbitrage : Horáček, Novotný |

| 20 mars 2016 17h30 | Monténégro           | 23 – 23 | Roumanie            | Ceres Arena, Aarhus Affluence : 1 200 Arbitrage : Horáček, Novotný |
| 20 mars 2016 17h30 | Jelena Despotović, 8 | (11-15) | Florina Chintoan, 6 | Ceres Arena, Aarhus Affluence : 1 200 Arbitrage : Horáček, Novotný |
| 20 mars 2016 17h30 | ×3 ×6                | Rapport | ×2 ×3               | Ceres Arena, Aarhus Affluence : 1 200 Arbitrage : Horáček, Novotný |

| 20 mars 2016 20h00 | Danemark   | 38 – 17 | Uruguay            | Ceres Arena, Aarhus Affluence : 1 500 Arbitrage : Geipel, Helbig |
| 20 mars 2016 20h00 | Mia Rej, 9 | (19-7)  | Camila Barreiro, 8 | Ceres Arena, Aarhus Affluence : 1 500 Arbitrage : Geipel, Helbig |
| 20 mars 2016 20h00 | ×3 ×4      | Rapport | ×2 ×4              | Ceres Arena, Aarhus Affluence : 1 500 Arbitrage : Geipel, Helbig |

### Tournoi mondial n°3
|   | Équipe  | Pts | J | G | N | P | Bp  | Bc  | Diff |
| - | ------- | --- | - | - | - | - | --- | --- | ---- |
| 1 | Russie  | 6   | 3 | 3 | 0 | 0 | 101 | 71  | 30   |
| 2 | Suède   | 4   | 3 | 2 | 0 | 1 | 100 | 81  | 19   |
| 3 | Pologne | 2   | 3 | 1 | 0 | 2 | 85  | 71  | 14   |
| 4 | Mexique | 0   | 3 | 0 | 0 | 2 | 51  | 114 | -63  |

| 18 mars 2016 17h30 | Pologne             | 25 – 27   | Russie            | Sportcomplex Zvezdny, Astrakhan Affluence : 6 000 Arbitrage : Koo, Lee |
| 18 mars 2016 17h30 | Monika Kobylińska 5 | (11 – 11) | Anna Viakhireva 7 | Sportcomplex Zvezdny, Astrakhan Affluence : 6 000 Arbitrage : Koo, Lee |
| 18 mars 2016 17h30 | ×2                  | Rapport   | ×4 ×3             | Sportcomplex Zvezdny, Astrakhan Affluence : 6 000 Arbitrage : Koo, Lee |

| 18 mars 2016 20h00 | Suède         | 41 – 20  | Mexique         | Sportcomplex Zvezdny, Astrakhan Affluence : 1 000 Arbitrage : Lah, Sok |
| 18 mars 2016 20h00 | Louise Sand 5 | (21 – 9) | Iztel Aguirre 8 | Sportcomplex Zvezdny, Astrakhan Affluence : 1 000 Arbitrage : Lah, Sok |
| 18 mars 2016 20h00 | ×3 ×5         | Rapport  | ×3 ×2           | Sportcomplex Zvezdny, Astrakhan Affluence : 1 000 Arbitrage : Lah, Sok |

| 19 mars 2016 16h00 | Pologne           | 24 – 30   | Suède       | Sportcomplex Zvezdny, Astrakhan Affluence : 3 700 Arbitrage : Charlotte et Julie Bonaventura |
| 19 mars 2016 16h00 | Aleksandra Zych 6 | (12 – 16) | Jenny Alm 6 | Sportcomplex Zvezdny, Astrakhan Affluence : 3 700 Arbitrage : Charlotte et Julie Bonaventura |
| 19 mars 2016 16h00 | ×3 ×1             | Rapport   | ×3          | Sportcomplex Zvezdny, Astrakhan Affluence : 3 700 Arbitrage : Charlotte et Julie Bonaventura |

| 19 mars 2016 18h30 | Russie             | 37 – 17   | Mexique            | Sportcomplex Zvezdny, Astrakhan Affluence : 6 000 Arbitrage : Koo, Lee |
| 19 mars 2016 18h30 | Polina Gorchkova 6 | (17 – 11) | Selene Sifuentes 5 | Sportcomplex Zvezdny, Astrakhan Affluence : 6 000 Arbitrage : Koo, Lee |
| 19 mars 2016 18h30 | ×3 ×5              | Rapport   | ×3 ×1              | Sportcomplex Zvezdny, Astrakhan Affluence : 6 000 Arbitrage : Koo, Lee |

| 20 mars 2016 18h00 | Russie             | 37 – 29 | Suède               | Sportcomplex Zvezdny, Astrakhan Affluence : 6 000 Arbitrage : Lah, Sok |
| 20 mars 2016 18h00 | Daria Dmitrieva, 7 |         | Isabelle Gulldén, 8 | Sportcomplex Zvezdny, Astrakhan Affluence : 6 000 Arbitrage : Lah, Sok |
| 20 mars 2016 18h00 | ×3 ×2              | Rapport | ×3                  | Sportcomplex Zvezdny, Astrakhan Affluence : 6 000 Arbitrage : Lah, Sok |

| 20 mars 2016 20h30 | Mexique             | 14 – 36 | Pologne                   | Sportcomplex Zvezdny, Astrakhan Affluence : 1 500 Arbitrage : Charlotte et Julie Bonaventura |
| 20 mars 2016 20h30 | Berenice Garduno, 6 | (5-18)  | Katarzyna Kołodziejska, 8 | Sportcomplex Zvezdny, Astrakhan Affluence : 1 500 Arbitrage : Charlotte et Julie Bonaventura |
| 20 mars 2016 20h30 | ×3 ×1               | Rapport | ×3 ×2                     | Sportcomplex Zvezdny, Astrakhan Affluence : 1 500 Arbitrage : Charlotte et Julie Bonaventura |